# Wheels of Steel
Wheels of Steel ist das zweite Studioalbum der britischen Band Saxon. Es wurde am 3. April 1980 über Carrere Records veröffentlicht.

## Hintergrund
Das Album wurde mit Pete Hinton im Februar 1980 in den Ramport Studios, London, aufgenommen. Die Songs wurden von den fünf Bandmitgliedern geschrieben. 747 (Strangers in the Night) handelt von einem Stromausfall, der 1965 Flugzeuge in New York dazu zwang, im Steigflug zu bleiben, wobei der Stromausfall dazu führte, dass ein skandinavischer Flug im Dunkeln einen Umweg zum Kennedy-Flughafen machte. Der Titelsong ist in den Videospielen Grand Theft Auto: Episodes from Liberty City und Brütal Legend enthalten. Es wurde auch von L.A. Guns auf ihrem Album Rips the Covers Off gecovert und weist eine starke Ähnlichkeit mit dem Outro-Riff von Rock 'n' Roll Doctor von Black Sabbath auf, obwohl der Song laut Gitarrist Graham Oliver tatsächlich vom Ted-Nugent-Song Cat Scratch Fever inspiriert wurde.

## Titelliste
Alle Titel wurden von Biff Byford, Paul Quinn, Graham Oliver, Steve Dawson and Pete Gill geschrieben.
Seite 1
1. Motorcycle Man – 3:56
2. Stand Up and Be Counted – 3:09
3. 747 (Strangers in the Night) – 4:58
4. Wheels of Steel – 5:58

Seite 2
1. Freeway Mad – 2:41
2. See the Light Shining – 4:55
3. Street Fighting Gang – 3:12
4. Suzie Hold On – 4:34
5. Machine Gun – 5:23

Bonustitel (1997)
1. Judgement Day (live) – 5:38
2. Wheels of Steel (7″ version) – 4:30
3. See the Light Shining (live) – 5:31
4. Wheels of Steel (live) – 9:27
5. 747 (Strangers in the Night) (live) – 4:56
6. Stallions of the Highway (live) – 3:18

Bonustitel (2009)
1. Suzie Hold On (1980 demo rehearsal) – 5:26
2. Wheels of Steel (1980 demo rehearsal) – 6:31
3. Stallions of the Highway (live) – 3:35
4. Motorcycle Man (live) – 3:37
5. Freeway Mad (live) – 2:24
6. Wheels of Steel (live) – 5:26
7. 747 (Strangers in the Night) (live) – 4:47
8. Machine Gun (live) – 6:16

- Die Liveaufnahmen auf der 2009er-Ausführungen stammen Monsters of Rock, Castle Donington, 16. August 1980
- See the Light Shining ist Fast Eddie gewidmet.

## Mitwirkende
Saxon
- Biff Byford – Gesang
- Steve Dawson – Bassgitarre
- Pete Gill – Schlagzeug
- Graham Oliver – Gitarre
- Paul Quinn – Gitarre

Produktion
- Will Reid Dick – Engineering
- Pete Hinton – Produktion

## Rezeption
Das Album erhielt sehr positive Kritiken von Kritikern und gilt heute als klassisches, genreprägendes Metal-Album. Eduardo Rivadavia von AllMusic listet das Album als „an der Spitze der wichtigsten Saxon-Alben, praktisch Hand in Hand mit seinen unmittelbaren Nachfolgern Strong Arm of the Law und Denim and Leather, und stellt effektiv die Vorlage für die erfolgreichsten Bemühungen der Band dar.“ Der kanadische Rezensent Martin Popoff betrachtet Wheels of Steel als „qualifizierten Klassiker“ und „einen von wirklich zwei oder drei Bausteinen der NWOBHM“; Es ist „eine Platte mit einer Mission, die bereit ist, Verantwortung als Sprachrohr für Legionen englischer Fans mit Durst nach normalen Metal-Typen zu übernehmen“. Mike Stagno von Sputnikmusic lobt „die soliden, konsistenten Rhythmen, die die riffigen, aber dennoch zugänglichen Melodien erzeugen“ und Biff Byfords „kraftvollen Gesang“, die Wheels of Steel „vielleicht nicht zu einem der besten Metal-Alben“ machen, aber es sei „immer noch ein sehr lohnenswertes Album“.

## Kommerzieller Erfolg

### Chartplatzierungen
| ChartsChartplatzierungen     | Höchstplatzierung | Wochen |
| ---------------------------- | ----------------- | ------ |
| Vereinigtes Königreich (OCC) | 5 (29 Wo.)        | 29     |

### Auszeichnungen für Musikverkäufe
| Land/Region                  | Auszeichnungen für Musikverkäufe (Land/Region, Auszeichnung, Verkäufe) | Verkäufe |
| ---------------------------- | ---------------------------------------------------------------------- | -------- |
| Vereinigtes Königreich (BPI) | Gold                                                                   | 100.000  |
| Insgesamt                    | 1× Gold ·                                                              | 100.000  |